# Nave dormitório
Uma nave dormitório é um tipo hipotético de espaçonave tripulada na qual a maioria ou todos os tripulantes transcorrem a viagem em algum tipo de hibernação ou animação suspensa. Como ainda não há qualquer tipo de tecnologia conhecida que permita manter humanos por longos períodos em animação suspensa, o termo geralmente é encontrado apenas na ficção científica. Uma alternativa pode ser o congelamento criónico da tripulação, embora isso não possa ser considerado como uma verdadeira animação suspensa.

## Uso de naves dormitório
O papel mais comum de naves dormitório na ficção é para viagem interestelar, geralmente em velocidades inferiores a da luz. O tempo de viagem em tais casos pode chegar a centenas ou milhares de anos, tornando necessário algum tipo de prolongamento da vida tal como animação suspensa, para que a tripulação chegue com vida ao seu destino. Animação suspensa também é necessária em naves que, por qualquer razão, não podem ser usadas como naves geracionais.
Animação suspensa pode também ser útil para reduzir o consumo de recursos de suporte vital por tripulantes que não são necessários durante o transcorrer da viagem, e por este motivo, naves dormitório também aparecem no contexto específico da viagem interplanetária.

## Naves dormitório em obras de ficção específicas
- Em Perdidos no Espaço, a família Robinson embarca numa nave dormitório para uma longa jornada rumo a um novo mundo onde eles supervisionariam a construção da extremidade de um "buraco de verme" artificial, permitindo a realização de viagens mais rápidas que a luz através do atalho.
- O famoso livro e filme 2001: Uma Odisséia no Espaço de Arthur C. Clarke, apresenta uma nave, chamada Discovery, que viaja para Júpiter (Saturno, no livro) com a maioria da tripulação em animação suspensa e somente uns poucos tripulantes despertos para operar o veículo.
- Outro romance de Arthur C. Clarke a apresentar uma nave dormitório é As canções da Terra distante.
- Uma nave dormitório chamada SS Botany Bay é vista no episódio Space Seed ("Semente do Espaço") da série original de "Star Trek".
- A Nostromo no filme Alien, e a Sulaco em Aliens, são naves dormitório (como o são todas as naves da franquia Alien), embora dado que as viagens nos filmes leve somente poucas semanas ou meses, elas devem possuir alguma capacidade de viajar mais rápido que a luz.
- No jogo de computador Sid Meier's Alpha Centauri, os colonos chegam a Alfa Centauri a bordo de uma nave dormitório.
- No livro Excession de Iain M. Banks, uma grande astronave denominada Sleeper Service é apresentada como portadora de uma excêntrica inteligência artificial a qual viaja de sistema em sistema, escolhendo humanos para viagens de longa duração e depósito em qualquer outra parte (ao seu critério).
- No jogo de computador Freelancer, uma grande coalizão de humanos deixa a Terra em cinco naves dormitório para colonizar a Galáxia Sírius. As naves são batizadas de acordo com as nações que as construíram: "Hispania", "Rheinland", "Kusari", "Bretonia" e "Liberty".
- No livro O Restaurante no Fim do Universo de Douglas Adams, há uma nave dormitório denominada Golgafrinchan Ark Fleet Ship B, que naufragou na Terra pré-histórica.
- No universo ficcional de Warhammer 40.000, os Nicassar fazem uso de naves dormitório denominadas dhows.
- No filme "RocketMan" (1997) de Harland Williams, os personagens fazem uso de uma nave dormitório para viajar até Marte.